# Globální vesnice
Globální vesnice (v orig. „global village“) je pojem zavedený v 60. letech 20. století kanadským filozofem a teoretikem komunikace Marshallem McLuhanem. V globální vesnici promění svět, dle McLuhana, elektronická média. Pojem se stal hojně citovaným po nástupu internetu, byl však i často ironizovaný a kritizovaný.

## Hlavní myšlenka
McLuhanovo chápání pojmu globální vesnice je mnohem širší, než jen představa celého světa jako jedné vesnice bez jakýchkoliv komunikačních bariér. McLuhan se zaměřil především na to, jakým způsobem bude ovlivněno jednání a chování lidí, jejich vzájemné vztahy i vztahy k individuálnímu a kolektivnímu vlastnictví a především pak měnící se mechanismy fungování lidské společnosti. V globální vesnici promění svět, dle McLuhana, elektronická média. O moderních technologiích mimo jiné napsal: „...jestliže pochopíme, jak mění náš život, budeme tyto změny moci předvídat a kontrolovat; budeme-li se ale i nadále ukolébávat do nevědomé dřímoty, staneme se jejich otroky."
Předpověděl například, že informace chápané v soudobé společnosti jako privátní, se stanou veřejným vlastnictvím. Spolu s tím se pak změní i způsob využívání informací, způsob jakým lidé komunikují mezi sebou, způsob jakým jednají atd.

## Vznik pojmu
Hlavním impulsem pro metaforu „globální vesnice“ byla myšlenka, že se změní způsob jednání, myšlení, komunikace a využití informací. Stav věcí by se tak vrátil k období, kdy lidé žili ve společnosti organizované do kmenů.

## McLuhanova periodizace dějin
McLuhan rozčlenil dějiny podle klíčového způsobu komunikace, který převládal v té které epoše. Člověk předliterární měl život organizován nelineárně, v centru jeho života nebyl klíčový význam, který by dával kontext všem ostatním významům, a nemožnost skladovat informace vedla ke kmenové pospolitosti. Literární člověk získal schopnost abstrakce, odstup od předmětů a světa a bezcitnost. Elektronická epocha (nástup rozhlasu, televize a digitálních médií) podle McLuhana vrátí do života člověka celistvost, nehierarchičnost, nelineárnost, pospolitost, empatii a vtaženost do celku lidstva. Vznikne tak jakási „globální vesnice“. Jeho teorií je, že v pravěku, kdy byla lidská populace řídká, lidé zažívali stejné zážitky, které je spojovaly a pomáhaly tím vytvářet společenství s nejmenšími společnými děliteli. Pojem se stal hojně citovaným po nástupu internetu, byl však i často ironizovaný a kritizovaný.

## Média
McLuhanovou myšlenkou je, že hlavní úlohou a cílem médií není jejich reálný obsah, nýbrž způsob, jakým ovlivňují naše osobní vidění světa. Toto tvrzení dokládá i jeho slavná formulace „the medium is the message“ („poselstvím média je samo médium“). „Podle McLuhana má použití každého nového média mnohem větší psychologické i sociální dopady, než samotné obsahy zprávy, které jsou médiem sdělovány."

### 60. léta až současnost
Tato myšlenka se zdála být relevantní i díky tomu, že právě v 60. letech probíhal veliký rozmach televizí a ve většině států byla pro většinu obyvatelstva dostupná pouze jedna televizní stanice s omezeným počtem pořadů. Lidé sledovali stejné kanály, například večerní televizní zpravodajství, či stejné seriály, o kterých později mohli hovořit s kýmkoliv dalším, což vedlo k socializaci a pocitu, že všichni zažívají to samé. Tato teorie ovšem ztratila relevanci v období, kdy počet kanálů začal prudce růst a došlo ke vzniku satelitních televizních programů. Nyní v internetové době je tedy existence globální vesnice sporná, protože propojenost lidstva již není taková, jako bývala v dobách počátku elektronických médií.